# William Hamilton (diplomático)

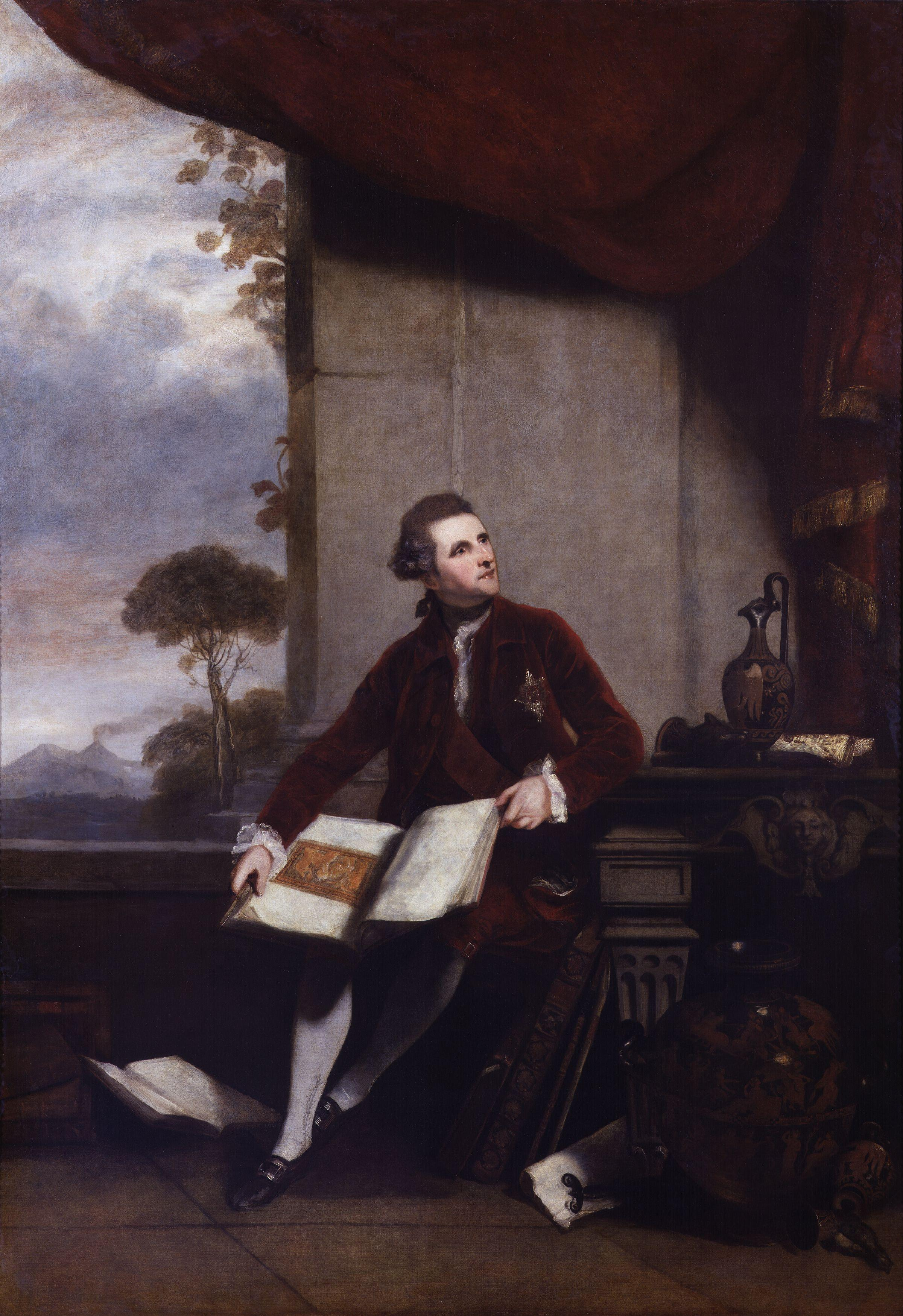
William Hamilton (1730-1803)

William Douglas Hamilton (Henley-on-Thames, 12 de enero de 1731–Londres, 6 de abril de 1803), fue un aristócrata escocés, diplomático británico, anticuario, arqueólogo y vulcanista.

## Biografía
Hamilton fue el cuarto hijo de Lord Archibald Hamilton, gobernador de Jamaica y de su mujer Lady Jane Hamilton. Sirvió en el ejército a partir de 1747, pero lo abandonó después de su boda con Catherine Barlow, celebrada el 25 de enero de 1758. No tuvieron hijos y Catherine murió en 1782.
Fue embajador de Gran Bretaña en la corte de Nápoles de 1764 a 1800. Durante su cargo estudió la actividad volcánica. Escribió un libro sobre la ciudad romana de Pompeya. Coleccionó vasos griegos y otras antigüedades. Adquirió el rico museo del conde de Pianura Francesco Grassi. Vendió una parte de su colección al Museo Británico en 1772, que sirvió como base a su departamento de antigüedades griegas y romanas. La segunda parte de su colección se perdió en el naufragio del HMS Colossus durante su viaje a Gran Bretaña.
Envió escritos a la Royal Society de Londres y en particular An Account of a Journey to Mount Etna en 1770, obra por la que  esta institución le concedió la medalla Copley. En 1772 publicó su escritos sobre el Vesubio y el Etna en un volumen titulado Observations on Mount Vesuvius, Mount Etna, and other volcanos. En 1776 redactó una colección de sus cartas sobre ambos volcanes, titulado Campi Phlegraei (Flaming fields, the name given by the Ancients to the area around Naples). El volumen fue ilustrado por Pietro Fabris. Hamilton también se interesó por los terremotos. Visitó Calabria y Mesina después del terremoto de 1783 y lo relató en un informe enviado a la Royal Society.

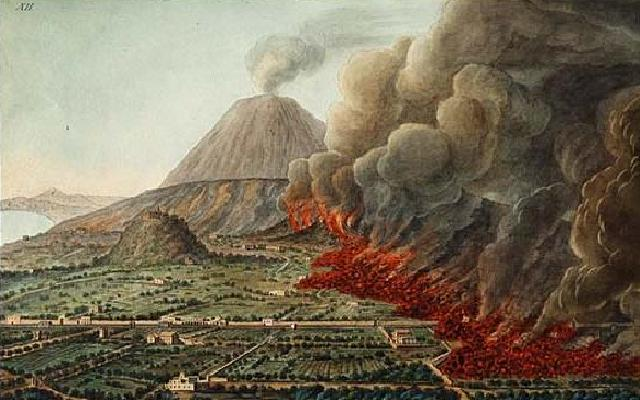
Ilustración de los Campi Phlegraei.

En 1786 conoció a Emma Lyon, gracias a su sobrino. Como la mayoría de los hombres que gravitaron alrededor de ella, Sir William quedó impresionado con Emma, que ejecutó desnuda bailes inspirados en elementos clásicos para él y sus invitados, entre ellos Goethe. No avanzó en su relación con ella hasta que le aceptó. Con 60 años se casó con Emma, de 26, el 6 de septiembre de 1791 en Londres, dos días antes del regreso de la pareja a Nápoles. Al día siguiente Hamilton fue nombrado miembro del Consejo Privado del Reino Unido.
Durante la mayor parte del tiempo de Hamilton como embajador, Nápoles había sido un remanso político. Pero cuando Francia declaró la guerra a Gran Bretaña en 1793 los sucesos en Nápoles se volvieron turbulentos, y el papel de Hamilton se hizo más importante, justo cuando su salud estaba en declive. La flota del almirante Horatio Nelson llegó a la bahía de Nápoles después de derrotar a la flota francesa en la batalla del Nilo, en agosto de 1798 y Nelson fue un invitado de los Hamilton. Al final del año, el Rey y la Reina abandonó Nápoles a medida que avanzaba el ejército francés y huyeron a Palermo, en Sicilia. Los Hamilton fueron con ellos.
En el verano de 1799, Nápoles fue reconquistada por los franceses y se decretaron represalias contra los que habían apoyado a la República Partenopea. Hamilton, junto con el rey y la reina y Nelson, permaneció en Palermo, a excepción de una breve visita a la bahía de Nápoles con el barco HMS Foudroyant. Hamilton estaba ansioso de regresar a Gran Bretaña. A principios de 1800 Sir Arthur Paget le envió un ssutituo, y los Hamilton y Nelson regresaron por tierra a Inglaterra. En esa época Emma y Nelson mantuvieron una intensa historia de amor, a la que Sir William no se opuso, siendo él mismo amigo y admirador del almirante.
Desembarcaron en Great Yarmouth el 31 de octubre de 1800. La relación entre Hamilton, Emma y Nelson estaba provocando un escándalo: y Hamilton fue caricaturizado en dibujos por James Gillray.
Hamilton se retiró durante dos años y medio, con Emma, Nelson, y la señora Cadogan, en una casa que alquiló en Piccadilly. Se dedicó a pescar en el río Támesis, a visitar sus propiedades en Gales, a la venta de cuadros y vasijas, y trató de recuperar dinero que le adeudaba el gobierno de sus gastos en Nápoles; asistía a sus clubes, en especial a la Royal Society y a la Society of Dilettanti. 
Murió el 6 de abril de 1803 en su casa de Picadilly. Dejó a Emma 800 £ al año, que incluyó 100 libras anueles para su madre, y pequeñas sumas anuales para sus cuatro sirvientes de Nápoles. Sus propiedades en Gales, que fueron fuertemente hipotecada, las heredó su sobrino Charles Francis Greville. A Nelson le dejó una copia del retrato de Emma pintado por Marie-Louise-Élisabeth Vigée-Lebrun.

## Obras
- Antiquités étrusques, grecques et romaines, Nápoles, 1766-1767.
- Mount Vesuvius 1772.
- Campi Phlegraei : Observations sur les volcans des Deux Siciles publié en français et anglais chez Pierre Fabris Naples 1776. Illustré par 54 planches enluminées par Pierre Fabris. Reeditado por Galimmard découverte en 1992, ISBN 2-07056662-5, edición basada en el manuscrito de la Biblioteca Nacional de Francia, con textos de Carlo Knight, traducido del italiano y titulado  Les Fureurs du Vésuve ou l'autre passion de Lord Hamilton .
- Supplément aux Campi Phlegraei. Fabris editor. Napóles, 1779.